# 中佳發電廠
中佳發電廠位於臺灣臺中市龍井區臺中港區內，為一座由臺灣民營企業中佳電力公司所投資、預計在2025年竣工商轉的燃氣複循環火力發電廠。

## 沿革

### 背景
中華民國政府於2020年起推動臺灣能源轉型，計畫以再生能源發展、增設燃氣複循環發電機組、降低燃煤汽力發電，以及核能發電退場等多個措施發展，並以2025年作為指標時間。於臺灣房地產與建築業市場投資的王應傑於2017年起，號召他在房地產業界的友人共同投資成立中佳電力公司，計畫爭取台灣電力公司開放IPP電廠之容量，新建民營發電廠。
因應臺灣北部的第一核能發電廠、第二核能發電廠，以及協和發電廠等相繼除役，加上更新改建工程無法即時接軌，將導致北臺灣地區至少350億度電左右的缺口，因此台灣電力公司緊急釋出第四波IPP電廠610MW的裝置容量，計畫期程訂於2024年到2027年完成商轉，也是台電公司史上最大對外電力購買量，其中為了趕在2025年電力缺口形成前商轉，台電公司放寬競標資格，同意先得標後再補送環境影響評估並同意。
第四波IPP電廠招標案提出後，吸引台汽電轄下的森霸電力公司、台灣中油的國光電力公司，以及新成立的中佳電力、台泥、宏觀電力、九崴電力等公司關注。其中2024年商轉燃氣機組電力採購案由森霸電力公司得標，預計在臺南市山上區的豐德發電廠增設第二期燃氣複循環發電機組。

### 計畫
2021年台電公司啟動第四波IPP電廠招標案中2025年商轉燃氣機組電力採購案，分別於10月以及11月啟動第一與第二次投標，卻都因投標廠商未達政府採購法的三家以上而相繼流標，直到2022年第三次投標才由中佳電力公司於該年6月29日通過台電價格標而順利得標，中佳電力得標裝置容量為610MW，決標電力度數為853.716億度，決標總金額新臺幣2,400億元，預計商轉期程為2025年6月30日，合約期程為25年至2050年，並需在2022年8月28日前繳交3.3億元的履約保證金。
2022年1月中佳電力提送「中佳燃氣複循環電廠興建計畫環境影響說明書」至環保署進行環境影響評估審查，中佳電力也提出碳排放的增量抵換計畫，措施包含與臺中市政府、彰化縣政府合作補助各1,000輛老舊機車換購電動機車計畫、補助臺中市區电动公共汽车共四輛，以及承諾將與台電公司簽署合作意向書，降低空汙排放量，多項措施最終獲得電廠預定地主管機關的臺中市環保局同意，成為臺灣民營火力發電廠中第一座以1.2倍進行空汙增量抵換的案例。該案歷經三次環保署專案小組審查後，於2023年1月12日獲得初審通過。
中佳電力公司取得台電2025年IPP合約後，於2022年10月13日隨即與美國奇異公司簽署合作備忘錄，中佳電力將採購奇異公司製造的610MW一部氣渦輪發電機搭配一部汽輪發電機的燃氣複循環發電機組，於該日在美國華盛頓特區簽署合約完成。
2023年4月12日「中佳燃氣複循環電廠興建計畫環境影響說明書」正式通過環保署環境影響評估審查。預定廠址位於臺中港第二工業專業區內，總占地面積約6公頃，廠內包含發電設施區、運轉維護區、液化天然氣計量站、汙水處理區、生水槽、開關場，以及粗估約12~15MW的儲能設施。

## 設施

### 發電機組
| 氣渦輪發電機類型               | 熱回收爐類型 | 汽輪發電機類型                | 機組數量 （汽渦輪機+汽輪機） | 發電燃料 | 裝置容量（MW） | 商轉日期       | 狀態   |
| ------------------------------ | ------------ | ----------------------------- | ---------------------------- | -------- | -------------- | -------------- | ------ |
| 1-1 美国奇異公司製汽渦輪發電機 |              | ST-1 美国奇異公司製汽輪發電機 | 1部汽渦輪機 1部汽輪機        | 天然氣   | 610MW          | 2025年（預定） | 計畫中 |

### 輸電設施
中佳發電廠計畫採161kV等級電壓，並以全線地下電纜方式自電廠開關場出發，送至台電公司港工一次配電變電所，與台電電網系統併聯調度使用，地下電纜全長約6公里。